# Csehy József (katona)
Csehy József (Olgya, 1778. március 2. – Orosz Birodalom, Ljuboml, 1812. szeptember 29.) katona.

## Élete
A pesti egyetemen tanult jogot, ahol Vályi András tanította magyar nyelvet. „Ő hozta csalóközi együgyű szóejtésemet a nyelv országos reguláira. Az ő útmutatásait és saját olvasásomat haszonra térítvén, még azon korban a fenn álló magyar Theátrom számára fordítottam vagy három játékdarabokat, mellyek meg is jelentek a színen” – írta később Kazinczy Ferencnek. Diáktársa, a jászberényi Mihálkovics József szerint attól fogva „a magyar litterátort, úgy a litteratúrát enthusiasmussal, kedvelte, ha el kerülhette, soha más nyelven nem szólott, és szólásában magyar puritanismust affectált".
Eközben hat egyetemi diáktársaival (Mérey Sándor, Mihálkovics József  és mások) 1794-ben magyar irodalmi társaságot alapítottak. „Egy kisded magyar társaság formálta magát, mellynek ha (iskolásan szólván) objective nem vala is látszatja, de subjective hasznos volt, minekutána nagyobb előmenetelt tehetett ki-ki e huzamos munkásság és közös belátás segedelmével, mint sem magára bízva" – írta. Irodalmi kapcsolatait országos szintre is kiterjesztette. Mihálkovics szerint „valaki azon időpontban Pesten s Budán tudós embernek tartatott, Csehy azokat rend szerént meglátogatta”.
Az egyetem befejezése után a katonai pályát választotta, és végül százados lett az 1. sz. „Császár”  huszárezredben. Eközben is ápolta irodalmi kapcsolatait. Levelezett Kazinczy Ferenccel, diákkori barátjával, Mihálkovics Józseffel pedig, aki később a Jász-Kun kerületek jegyzője lett, tíz év alatt közel 100 levelet váltottak. 1806. december 6-án, főhadnagyként meglátogatta a soproni evangélikus líceum Magyar Társaságát, megtekintette jegyzőkönyvét és könyvtárát, valamint 5 forintot adományozott egy Csokonai-kötetre.
Halálát egy orosz ágyúgolyó okozta.
Irodalmi hagyatékát halála után bátyja, Csehy László zsámboki, majd kállói plébános vette magához, aki azt 1814-ben Mihálkovics Józsefnek adta. A kéziratok között voltak egy „magyar románnak”, azaz regénynek a töredékei, valamint jogi tárgyú fordítások. Egy részüket Mihálkovics még abban az évben elküldte Kazinczynak.

## Művei
- Két ódát közöl tőle Virág Benedek Poetikájában (Pest, 1801).[7]
- Levelei: Kazinczy Ferenc levelezése, I–XXII, s. a. rend Váczy János, Budapest, 1890–1911; XXII, s. a. rend. Harsányi István, Budapest, 1927; XXIII, s. a. rend. Berlász Jenő et al., Budapest, 1960.

## Arcképe
Stephan Dorfmeister rajza után 1806-ban Joseph Georg Mansfeld által rézbe metszve megjelent Kazinczy összes műveinek IV. kötetében.